# Simon von Taisten
 (juin 2025).
Simon von Taisten (en italien : Simóne da Tésido), né Simon Mareigl vers 1450 - 1455, peut-être à Welsberg-Taisten (Monguelfo-Tesido) dans le Tyrol du Sud, et mort en 1515, est un peintre gothique tardif tyrolien.

## Biographie
Formé par Leonhard von Brixen, il subit aussi l'influence de Michael Pacher dont il a peut-être été l'élève. En 1484, il dirige un atelier de peinture de fresques et de décoration d'autels, probablement à Monguelfo-Tesido, qui fournit de nombreuses productions dans le Val Pusteria. On pense qu'il a été dans le Frioul à la fin des années 1480, ses réalisations portant à partir de cette date la marque d'influences du sud. Jusque vers 1500, Léonard de Goritz a été un de ses principaux clients.

## Œuvres

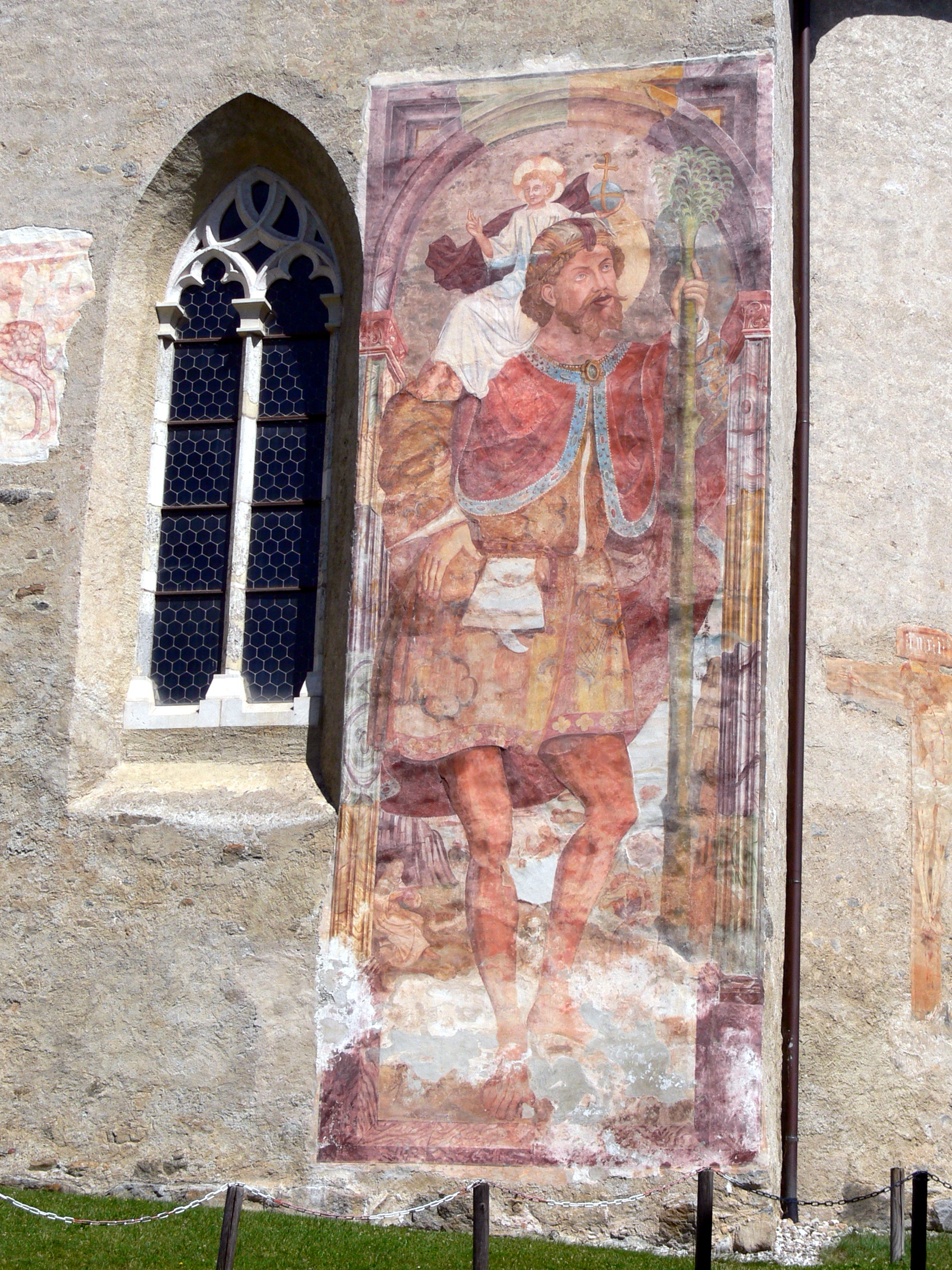
Fresque de saint Christophe

Simon von Taisten a notamment réalisé un cycle de fresques de la vie de saint Christophe pour l'église Saint Nicholas d'Obertilliach.